# ألان جي. شارب
ألان جي. شارب (بالإنجليزية: Alan G. Sharp)‏ هو قائد عسكري أمريكي، ولد في 7 نوفمبر 1929 في سولت ليك في الولايات المتحدة.